# Petalostegus spinosus
Petalostegus spinosus är en mossdjursart som beskrevs av Powell 1967. Petalostegus spinosus ingår i släktet Petalostegus och familjen Petalostegidae. Inga underarter finns listade i Catalogue of Life.